# Tarso Marques
Tarso Anibal Santanna Marques (Curitiba, 1976. január 19.) brazil autóversenyző. 1996 és 2001 között huszonhat világbajnoki Formula–1-es futamon vett részt. Öccse, Thiago szintén sikeres autóversenyző.

## Pályafutása
Gokartosként kezdte pályafutását 1988-ban egészen 1991-ig, majd nemzeti formaautós bajnokságokban olyan honfitársai ellen állt helyt, mint Hélio Castroneves és Tony Kanaan. 1992-ben a brazil Formula Chevrolet-szériában, 1993-ban pedig a dél-amerikai Formula–3-as bajnokságban versenyzett. 1994-ben már Európában folytatta, ahol azonnal az Formula–1 első számú utánpótlás-sorozatában, a Formula–3000-ben talált magának helyet.  Ám mégis sikerült letennie a névjegyét, hiszen második évében a DAMS színeiben Estorilban futamot nyert, ezzel ő lett a legfiatalabb, aki a sorozat története során felállhatott a dobogó tetejére.
A következő szezonra az Formula–1-es Minardival is felvette a kapcsolatot, ahol többekkel együtt versenyben volt az egyik 1996-os versenyzői ülésért. Végül Giancarlo Fisichella kapta a több lehetőséget, de Marques hazai pályáján, Interlagosban megejthette a debütálását, majd pedig rajthoz állt még Argentínában is. Több mint egy évig tesztpilótaként ténykedett a csapatnál, de 1997 közepén ismét lehetőséget kapott a versenyzésre, miután Jarno Trulli átnyergelt a Prosthoz. kilenc világbajnoki futamon vett részt. Pontot egy alkalommal sem szerzett. A szezon végén azonban már nem hosszabbítottak a brazillal, aki így egy év tétlenség után 1999-ben a Champ Carban próbált szerencsét, és az élmenő Penske egyik autójával is versenyezhetett Al Unser Jr. sérülésének ideje alatt.
A vezetőségváltáson átesett Minardinál 2001-ben ismét lehetőség nyílt számára, így visszatért az Formula–1-be, noha Paul Stoddart közölte vele, hogy kellő anyagi támogatás híján bármikor elveszítheti ülését. Csapattársa a nagy ígéretnek tartott újonc Fernando Alonso lett, aki az időmérőkön és a futamokon is rendre jobb tempót diktált kettőjük közül, ám az év végi tabellán mégis Marques végzett előrébb, hiszen az ő nevéhez fűződtek az előkelőbb helyezések. 9. lett Interlagosban és Montrealban is, amely futamokon a spanyol nem ért célba. Így Alonso csapattársa mögött végzett a tabellán. Tarso a tizenhét futamos bajnokság első tizennégy versenyén indult, az olasz nagydíjtól a maláj Alex Yoong vette át a helyét.
Ezután még egy ideig még a faenzaiak szolgálatában állt, majd megejtett még néhány beugrást a Champ Carba, versenyzői pályafutásának lezárásaként pedig a Stock Car Brasil sorozatban vitézkedett. Az azóta eltelt években sem tűnt el, sőt, a Tarso Marques név hazájában talán ismertebb, mint valaha. Saját vállalkozást indított ugyanis, amelyben egyedi tervezésű motorokat, autókat és yachtokat  épít.

## Eredményei

### Teljes eredménylistája a nemzetközi Formula–3000-es sorozaton
(Táblázat értelmezése)

(Félkövér: pole-pozícióból indult; dőlt: leggyorsabb kört futott) 

| Év   | Csapat            | 1      | 2      | 3      | 4      | 5      | 6     | 7      | 8      | Helyezés | Pont |
| ---- | ----------------- | ------ | ------ | ------ | ------ | ------ | ----- | ------ | ------ | -------- | ---- |
| 1994 | Vortex Motorsport | SIL 13 | PAU Ki | CAT Ni | PER 12 | HOC 10 | SPA 8 | EST 12 | MAG 4  | 15.      | 3    |
| 1995 | DAMS              | SIL 12 | CAT 3  | PAU Ki | PER Ki | HOC Ki | SPA 5 | EST 1  | MAG Ki | 5.       | 15   |

### Teljes Formula–1-es eredménylistája
(Táblázat értelmezése)

(Félkövér: pole-pozícióból indult; dőlt: leggyorsabb kört futott) 

| Év   | Csapat  | 1      | 2      | 3      | 4      | 5      | 6      | 7      | 8      | 9      | 10     | 11     | 12     | 13      | 14     | 15     | 16     | 17  | Helyezés | Pont |
| ---- | ------- | ------ | ------ | ------ | ------ | ------ | ------ | ------ | ------ | ------ | ------ | ------ | ------ | ------- | ------ | ------ | ------ | --- | -------- | ---- |
| 1996 | Minardi | AUS    | BRA Ki | ARG Ki | EUR    | SMR    | MON    | ESP    | CAN    | FRA    | GBR    | GER    | HUN    | BEL     | ITA    | POR    | JPN    |     | -        | 0    |
| 1997 | Minardi | AUS    | BRA    | SMR    | MON    | ESP    | CAN    | FRA Ki | GBR 10 | GER Ki | HUN 12 | BEL Ki | ITA 14 | AUT Kiz | LUX Ki | JPN Ki | EUR 15 |     | 25.      | 0    |
| 2001 | Minardi | AUS Ki | MAL 14 | BRA 9  | SMR Ki | ESP 16 | AUT Ki | MON Ki | CAN 9  | EUR Ki | FRA 15 | GBR NK | GER Ki | HUN Ki  | BEL 13 | ITA    | USA    | JPN | 22.      | 0    |

### Teljes eredménylistája a CART és a Champ Car sorozatokban
(Táblázat értelmezése)

(Félkövér: pole-pozícióból indult; dőlt: leggyorsabb kört futott) 

| Év   | Csapat     | 1      | 2      | 3      | 4      | 5      | 6      | 7      | 8      | 9      | 10     | 11     | 12     | 13     | 14     | 15     | 16    | 17     | 18     | 19     | 20    | Helyezés | Pont |
| ---- | ---------- | ------ | ------ | ------ | ------ | ------ | ------ | ------ | ------ | ------ | ------ | ------ | ------ | ------ | ------ | ------ | ----- | ------ | ------ | ------ | ----- | -------- | ---- |
| 1999 | Penske     | MIA    | MOT 14 | LBH Ki | NAZ    | RIO 9  | GAT Ki | MIL    | POR 18 | CLE Ki | ROA    | TOR    | MIC    | DET    | MDO    | CHI    | VAN   | LS     | HOU    | SRF    | FON   | 27.      | 4    |
| 2000 | Dale Coyne | MIA    | LBH Vi | RIO    | MOT 16 | NAZ 12 | MIL Ki | DET 10 | POR 15 | CLE Ki | TOR Ki | MIC 12 | CHI Ki | MDO Ki | ROA Ki | VAN Ki | LS 18 | GAT 15 | HOU Ki | SRF 13 | FON 7 | 25.      | 11   |
| 2004 | Dale Coyne | LBH 18 | MTY 18 | MIL    | POR    | CLE    | TOR    | VAN    | ROA    | DEN    | MTL    | LS     | LVS    | SRF    | MXC 18 |        |       |        |        |        |       | 22.      | 9    |
| 2005 | Dale Coyne | LBH    | MTY    | MIL    | POR    | CLE 11 | TOR    | EDM    | SJO    | DEN    | MTL    | LVS    | SRF    | MXC    |        |        |       |        |        |        |       | 24.      | 10   |

## Fordítás
- Ez a szócikk részben vagy egészben  a   Tarso Marques című angol Wikipédia-szócikk fordításán alapul.  Az eredeti cikk szerkesztőit annak laptörténete sorolja fel. Ez a jelzés csupán a megfogalmazás eredetét és a szerzői jogokat jelzi, nem szolgál a cikkben szereplő információk forrásmegjelöléseként.